# 124 f.Kr.

## Händelser

### Efter plats

#### Romerska republiken
- I Latium utbryter ett uppror mot det romerska styret. Staden intas och förstörs senare av romarna.

#### Partien
- Mithridates II efterträder Artabanus II som kung av Parterriket.

#### Egypten
- Kleopatra II och hennes bror Ptolemaios VIII försonas.

## Avlidna
- Artabanos II, kung av Partien